# Epopostruma quadrispinosa
Epopostruma quadrispinosa är en myrart som först beskrevs av Auguste-Henri Forel 1895.  Epopostruma quadrispinosa ingår i släktet Epopostruma och familjen myror. Inga underarter finns listade i Catalogue of Life.